# Ufhusen
Ufhusen is een gemeente en plaats in het Zwitserse kanton Luzern en maakte deel uit van het district Willisau tot op 1 januari 2008 de districten van Luzern werden afgeschaft.

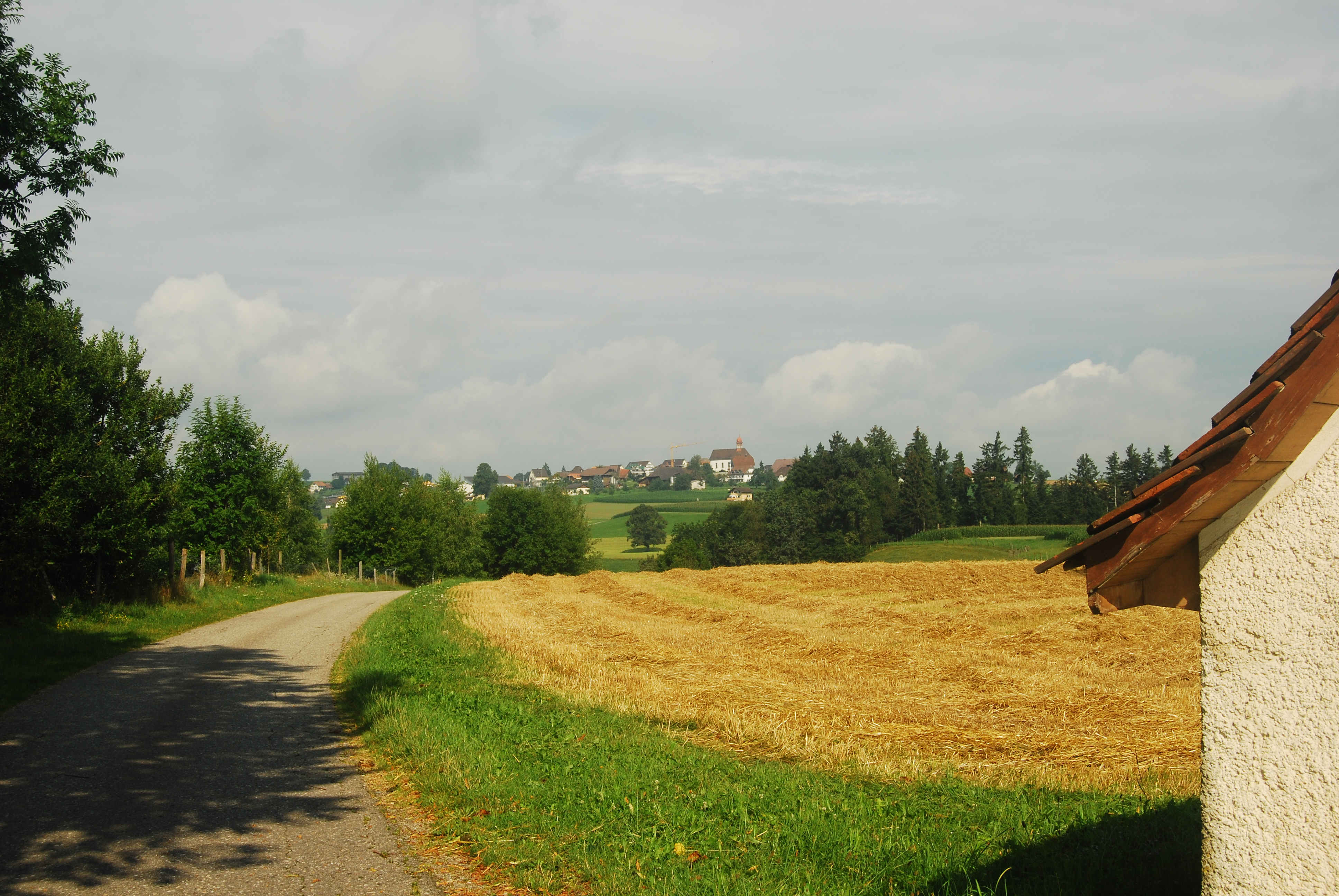
Ufhusen

Ufhusen telt 837 inwoners.